# 大神一
大神 一（おおがみ はじめ、1897年2月15日 - 1970年10月12日）は、日本の経営者。

## 経歴・人物
長崎県長崎市出身。1921年に東京帝国大学経済学部を卒業し、同年に山一合資(のちの山一證券)に入社。1935年に取締役に就任し、常務、専務、副社長を経て、1954年11月に社長に就任。1964年から1965年までに会長を務めた。
1963年に藍綬褒章を受章。
1970年10月12日慢性腎炎と腸狭窄で死去。73歳没。